# Michal Klasa
Michal Klasa (n. 19 decembrie 1953, Praga, Cehoslovacia) este un ciclist de performanță ce a reprezentat Cehoslovacia, medaliat olimpic. A participat la 2 ediții ale Jocurilor Olimpice (1976, 1980) în care a câștigat o medalie de bronz.